# Prellerstraße (Weimar)

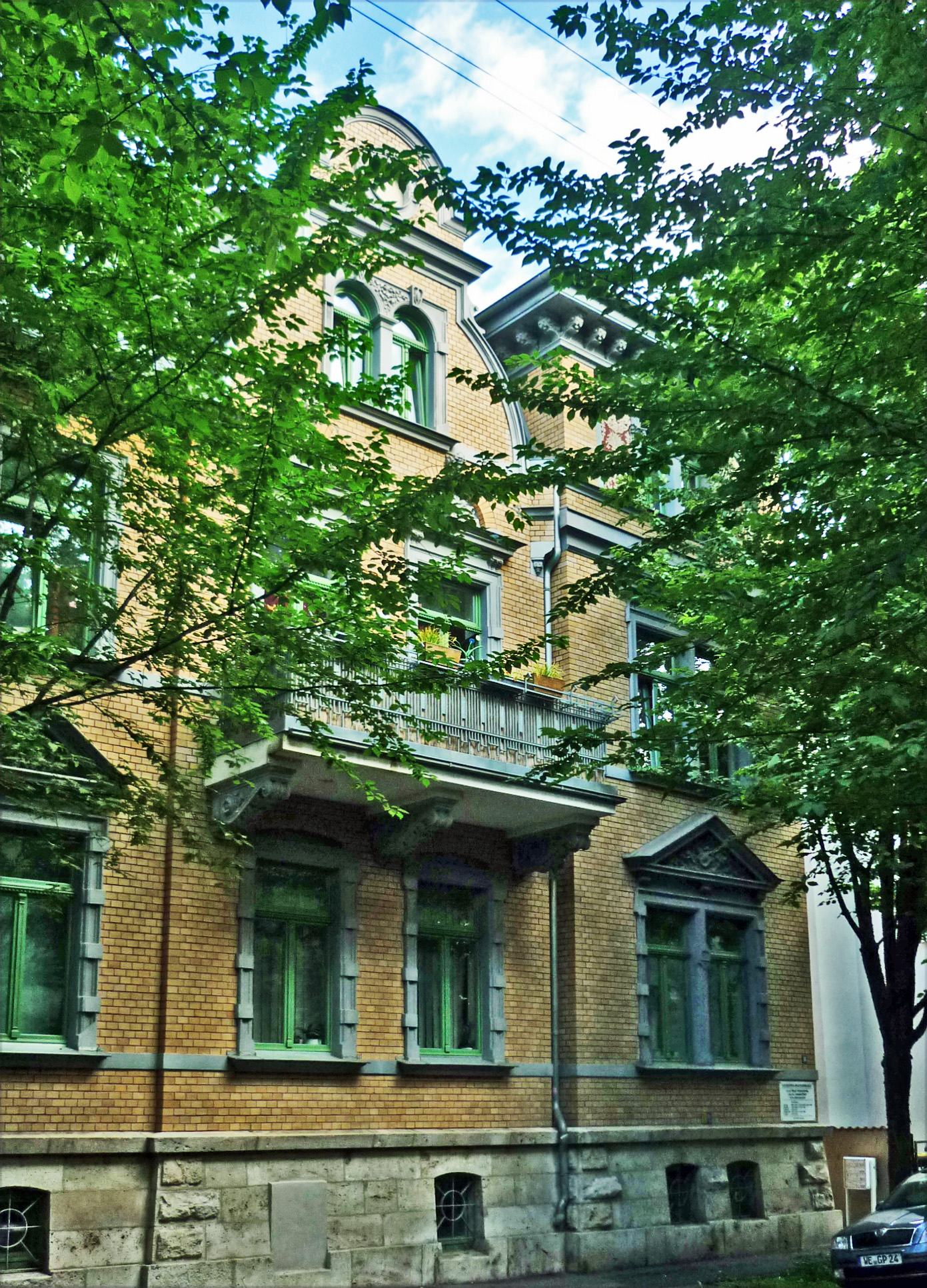
Wohnhaus Prellerstraße 18/20

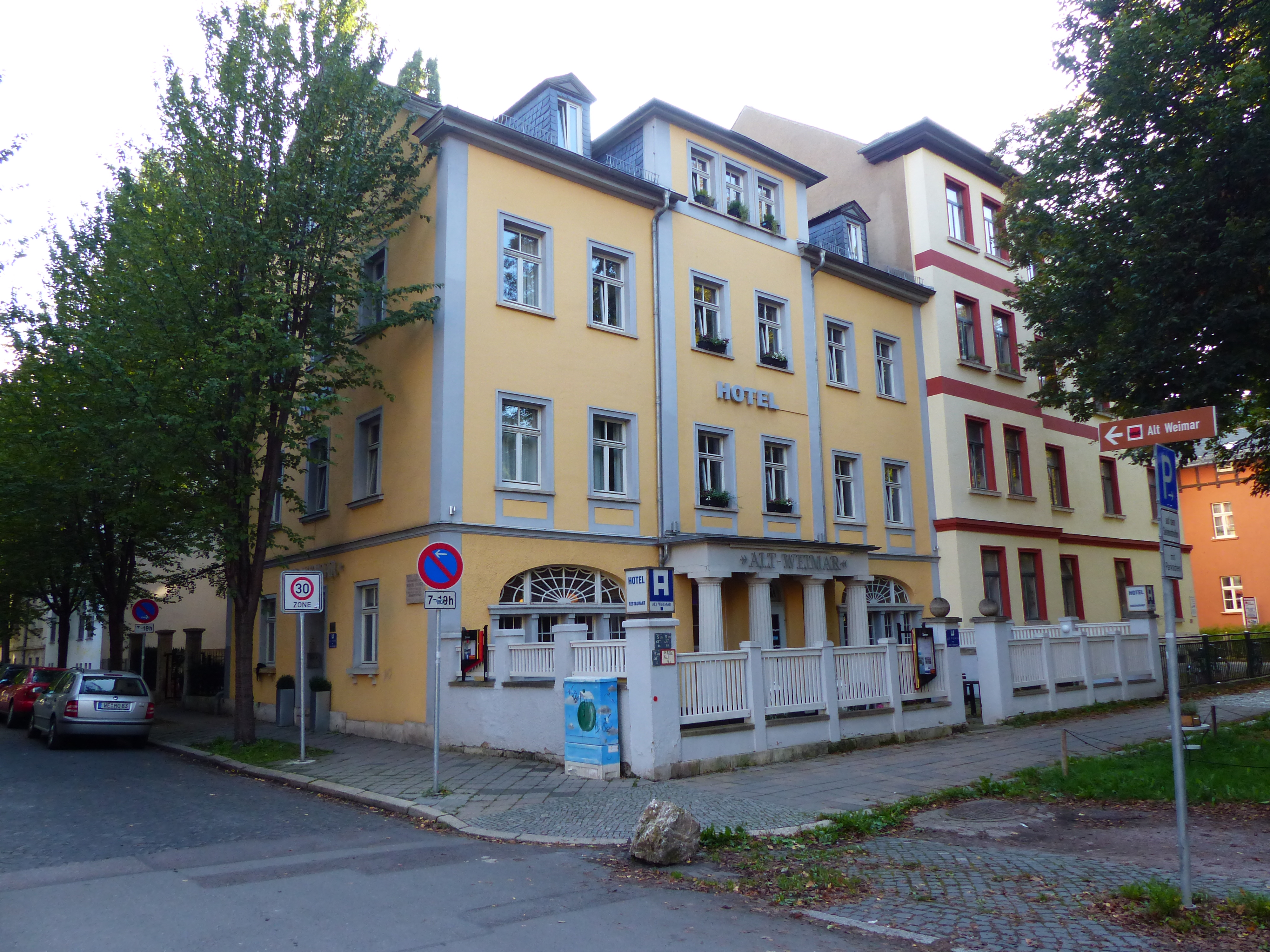
Prellerstraße 2

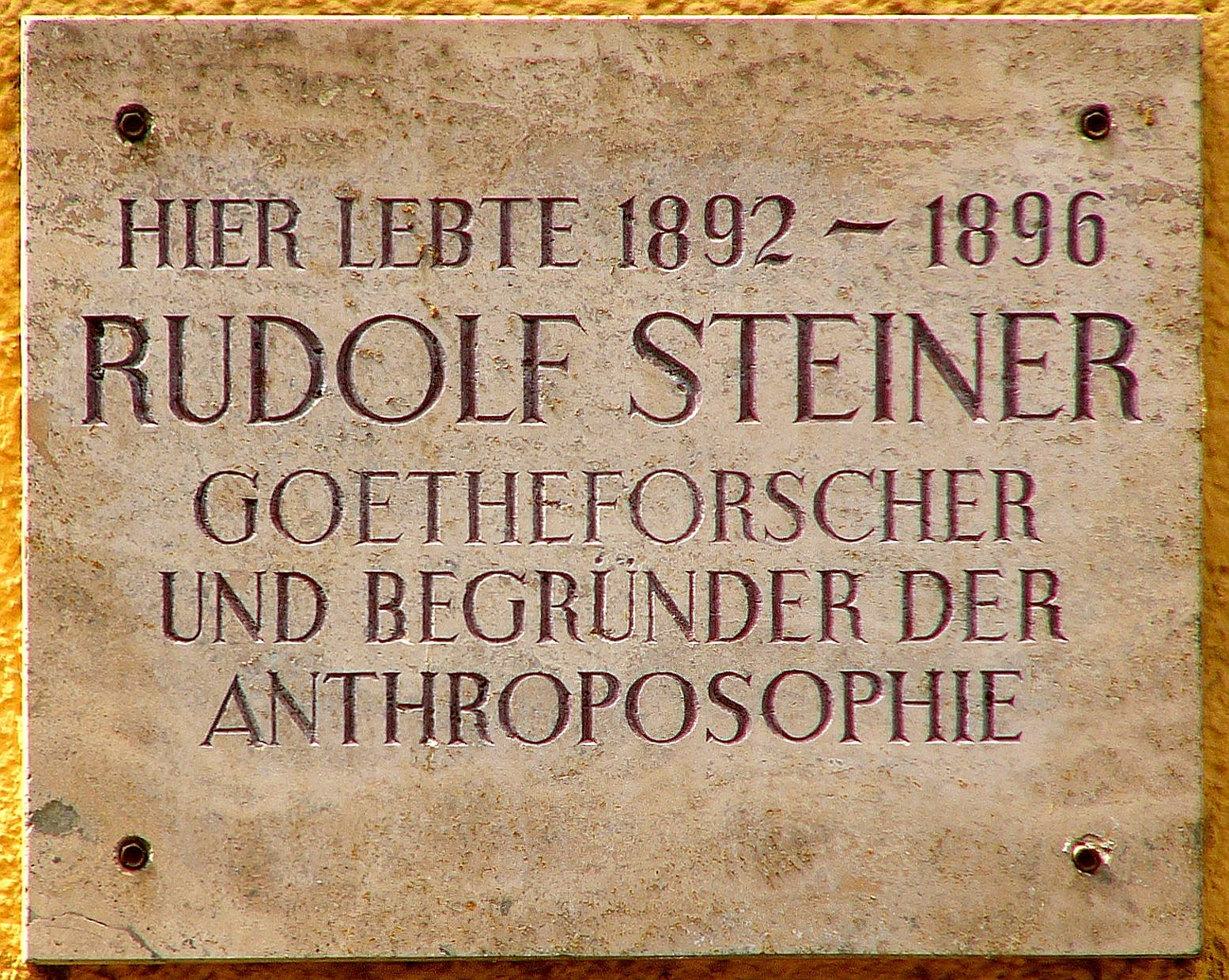
Gedenktafel für Rudolf Steiner in der Prellerstraße 2

Im Bereich der südwestlichen Stadterweiterung von Weimar, in der Westvorstadt gibt es die Prellerstraße, die nach dem Maler und Radierer Friedrich Preller der Ältere (1804–1878) benannt. Sie beginnt an der Steubenstraße, kreuzt die Schubertstraße und endet an der Trierer Straße. Preller selbst wohnte in der Belvederer Allee 8, wie auch an der dort befindlichen Gedenktafel zu ersehen ist. Die Prellerstraße heißt so seit 1866.
Die gesamte Prellerstraße steht auf der Liste der Kulturdenkmale in Weimar (Sachgesamtheiten und Ensembles). Das Wohnhaus Prellerstraße 18/20 steht zudem auf der Liste der Kulturdenkmale in Weimar (Einzeldenkmale). In der Prellerstraße 2 befindet sich das Restaurant und Hotel Alt-Weimar, in dem u. a. Rudolf Steiner wohnte. Gegründet wurde es 1909, ein Jahr nach dem Theaterneubau. Daran erinnert eine Gedenktafel. Auch das steht auf der Liste der Kulturdenkmale in Weimar (Einzeldenkmale). Was weitgehend in Vergessenheit geraten ist: In der Prellerstraße 1 befand sich einst das „Kolonialheim“. Dort ist heute ein Getränkemarkt. In der Prellerstraße 1a befindet sich ein modernes Studentenwohnheim. Das Gebäude Prellerstraße 9, erbaut 1871 gilt wegen seiner Ausstattung als technisches Denkmal.